# 어머니의 힘
"어머니의 힘"은 1960년 공개된 대한민국의 영화이다.

## 배역
- 김승호 : 이은식 역
- 주증녀 : 정옥 역
- 최무룡
- 박금희 : 영구 역
- 이민 : 이명규 역